# Persone di nome Eusebio
| Questa pagina contiene informazioni ricavate automaticamente dalle voci biografiche con l'ausilio del template Bio e di un bot. L'aggiornamento è periodico e automatico e ricostruisce completamente la pagina. Se manca una persona in questa lista, sei pregato di non aggiungerla, ma accertati piuttosto che la sua voce biografica contenga il template Bio e che i dati anagrafici siano correttamente compilati. Se il template Bio manca, inseriscilo tu stesso o, in alternativa, metti l'avviso {{tmp\|Bio}} che ne segnala la mancanza. Se i dati riportati sono sbagliati, correggi direttamente la voce biografica; le modifiche saranno visibili in questa lista entro pochi giorni. Per chiarimenti vedi il progetto antroponimi. La lista contiene solo le 54 persone che sono citate nell'enciclopedia e per le quali è stato implementato correttamente il template Bio. Pagina aggiornata al 22 lug 2025. |

Questa è una lista di persone presenti nell'enciclopedia che hanno il nome Eusebio, suddivise per attività principale.

## Allenatori di calcio(2)
- Eusebio Di Francesco, allenatore di calcio e ex calciatore italiano (Pescara, n. 1969)
- Eusebio Sacristán, allenatore di calcio e ex calciatore spagnolo (La Seca, n. 1964)

## Architetti(1)
- Eusebio Petetti, architetto italiano (Potenza Picena, n. 1882 - Ancona, † 1957)

## Arcivescovi(1)
- Eusebio di Milano, arcivescovo e santo italiano (Milano - Milano, † 462)

## Attori(1)
- Eusebio Poncela, attore spagnolo (Madrid, n. 1947)

## Calciatori(9)
- Eusebio Acasuzo, ex calciatore peruviano (Lima, n. 1952)
- Eusebio Bejarano, ex calciatore spagnolo (Badajoz, n. 1948)
- Eusebio Castigliano, calciatore italiano (Vercelli, n. 1921 - Superga, † 1949)
- Eusebio Díaz, calciatore paraguaiano (n. 1898 - † 1959)
- Eusebio Escobar, ex calciatore colombiano (n. 1936)
- Eusebio Monti, calciatore argentino
- Eusebio Sarasso, calciatore italiano (Prarolo, n. 1892 - Vercelli, † 1970)
- Eusebio Tejera, calciatore uruguaiano (n. 1922 - Montevideo, † 2002)
- Eusebio Videla, calciatore argentino (Buenos Aires)

## Cardinali(1)
- Eusébio Oscar Scheid, cardinale e arcivescovo cattolico brasiliano (Luzerna, n. 1932 - Jacareí, † 2021)

## Cestisti(2)
- Rodolfo Braselli, cestista e allenatore di pallacanestro uruguaiano (Montevideo, n. 1908)
- Eusebio Hernández, cestista cileno (Valparaíso, n. 1911 - Valparaíso, † 1997)

## Ciclisti su strada(1)
- Eusebio Vélez, ciclista su strada e dirigente sportivo spagnolo (Durana, n. 1935 - Vitoria, † 2020)

## Compositori(1)
- Eusebio Delfín, compositore, musicista e cantante cubano (Palmira, n. 1893 - L'Avana, † 1965)

## Curatori editoriali(1)
- Eusebio Trabucchi, curatore editoriale e traduttore italiano (Roma)

## Dirigenti sportivi(1)
- Eusebio Unzué, dirigente sportivo spagnolo (Orkoien, n. 1955)

## Filosofi(1)
- Eusebio di Mindo, filosofo greco antico

## Funzionari(1)
- Eusebio, funzionario romano († 361)

## Gesuiti(2)
- Eusebio Francesco Chini, gesuita, missionario e geografo italiano (Segno, n. 1645 - Magdalena de Kino, † 1711)
- Eusebio da Veiga, gesuita, matematico e astronomo portoghese (Reveles, n. 1718 - Roma, † 1798)

## Insegnanti(1)
- Eusebio Ayala, insegnante e politico paraguaiano (Barrero Grande, n. 1875 - Buenos Aires, † 1942)

## Lunghisti(1)
- Eusebio Cáceres, lunghista spagnolo (Onil, n. 1991)

## Medici(2)
- Eusebio Oehl, medico e patriota italiano (Lodi, n. 1827 - Pavia, † 1903)
- Eusebio Valli, medico e scienziato italiano (Casciana Alta, n. 1755 - L'Avana, † 1816)

## Nobili(1)
- Eusebio Malatesta, nobile e condottiero italiano (Mantova - † 1484)

## Ostacolisti(1)
- Eusebio Haliti, ostacolista e velocista italiano (Scutari, n. 1991)

## Papi(1)
- Papa Eusebio, papa, vescovo e santo greco antico (Sicilia, † 309)

## Partigiani(1)
- Eusebio Giambone, partigiano e operaio italiano (Camagna Monferrato, n. 1903 - Torino, † 1944)

## Patrioti(1)
- Eusebio Barbetti, patriota italiano (Russi, n. 1816 - Cette, † 1848)

## Pittori(1)
- Eusebio da San Giorgio, pittore italiano (Perugia)

## Politici(1)
- Eusebio Bardají Azara, politico e diplomatico spagnolo (Graus, n. 1776 - Huete, † 1842)

## Presbiteri(2)
- Eusebio di Roma, presbitero romano (Roma - Roma, † 353)
- Eusebio di Esztergom, presbitero e religioso ungherese (Pilisszentkereszt, † 1270)

## Produttori cinematografici(1)
- Vittorio Capellaro, produttore cinematografico, regista e attore cinematografico italiano (Mongrando, n. 1877 - Rio de Janeiro, † 1943)

## Pugili(1)
- Eusebio Pedroza, pugile panamense (Panama, n. 1953 - Panama, † 2019)

## Religiosi(1)
- Eusebio Maria Codina Millà, religioso spagnolo (Albesa, n. 1914 - Barbastro, † 1936)

## Rugbisti a 15(1)
- Eusebio Guiñazú, rugbista a 15 argentino (Mendoza, n. 1982)

## Scrittori(1)
- Eusebio Blasco, scrittore, giornalista e poeta spagnolo (Saragozza, n. 1844 - Madrid, † 1903)

## Scultori(2)
- Eusebio Sempere, scultore e pittore spagnolo (Onil, n. 1923 - Onil, † 1985)
- Eusebio da Caravaggio, scultore italiano

## Supercentenari(1)
- Eusebio Quintero López, supercentenario colombiano (Vijes, n. 1910 - Vijes, † 2023)

## Vescovi(4)
- Eusebio di Cesarea, vescovo e scrittore greco antico (Cesarea marittima, n. 260 - Cesarea marittima, † 339)
- Eusebio di Emesa, vescovo (Edessa, n. 300 - Antiochia, † 359)
- Eusebio di Fano, vescovo e santo
- Eusebio di Vercelli, vescovo e santo italiano (Sardegna, n. 283 - Vercelli, † 371)

## Vescovi ariani(1)
- Eusebio di Nicomedia, vescovo ariano romano († 341)

## Vescovi cattolici(3)
- Eusebio Caimo, vescovo cattolico e giurista italiano (Udine, n. 1566 - Verteneglio, † 1640)
- Eusebio de Granito, vescovo cattolico italiano (Giffoni Sei Casali - † 1528)
- Eusebio Ignacio Hernández Sola, vescovo cattolico spagnolo (Cárcar, n. 1944)